# Stefanus van Keulen
Stefanus was van 690 tot 692/694 bisschop van Keulen. Zijn sterfdag zou 12 februari zijn geweest.